# 圣弥额尔堂 (阿尔盖罗)
圣弥额尔堂（意大利语：Chiesa di San Michele；加泰罗尼亚语：Església de Sant Miquel）是一座罗马天主教教堂，位于意大利撒丁岛西北部萨萨里省阿尔盖罗的历史中心区。该堂供奉阿尔盖罗城的主保圣人，是撒丁巴洛克风格的典型例证之一，设有穹顶。。该堂隶属于天主教阿尔盖罗-博萨教区，建于1612年-1675年。